# Schermerringvaart
De Schermerringvaart of Schermer Ringvaart is een kanaal in de Nederlandse provincie Noord-Holland. Deze waterweg is de ringvaart om de polder de Schermer.
Delen van de vaart zijn opgenomen in het Noordhollandsch Kanaal en in het kanaal Alkmaar-Kolhorn.